# Stade Toulousain
O Stade Toulousain, conhecido também como Toulouse, é um clube francês de rugby union com sede na cidade de Toulouse. Junto com o Leinster Rugby, com quatro títulos, é o maior campeão da Copa Heineken. É também o maior vencedor do Top 14, o principal torneio da modalidade na França, com 19 conquistas. Disputa suas partidas como mandante no Stade Ernest-Wallon. 

## Jogadores históricos
- Guy Novès
- Christian Califano
- Émile N'Tamack
- Fabien Pelous
- Thomas Castaignède
- Franck Tournaire
- Gareth Thomas
- Frédéric Michalak
- Thierry Dusautoir
- Jerome Kaino
- Maxime Médard
- Antoine Dupont
- Romain Ntamack

## Títulos
Copa dos Campeões Europeus de Rugby: (5)
- Campeão: 1995-96, 2002-03, 2004-05, 2009-10, 2021-21

Campeonato Francês de Rugby: (21)
- Campeão: 1911-12, 1921-22, 1922-23, 1923-24, 1925-26, 1926-27, 1946-47, 1984-85, 1985-86, 1988-89, 1993-94, 1994-95, 1995-96, 1996-97, 1998-99, 2000-01, 2007-08, 2010-11, 2011-12, 2018-19, 2020-21

Copa da França de Rugby: (4)
- Campeão: 1945-46, 1946-47, 1983-84, 1997-98

Challenge Yves du Manoir: (4)
- Campeão: 1933-34, 1987-88, 1992-93, 1994-95

Master Internacional (Copa do Mundo de Clubes): (2)
- Campeão: 1986, 1990